# Aryloxygruppe

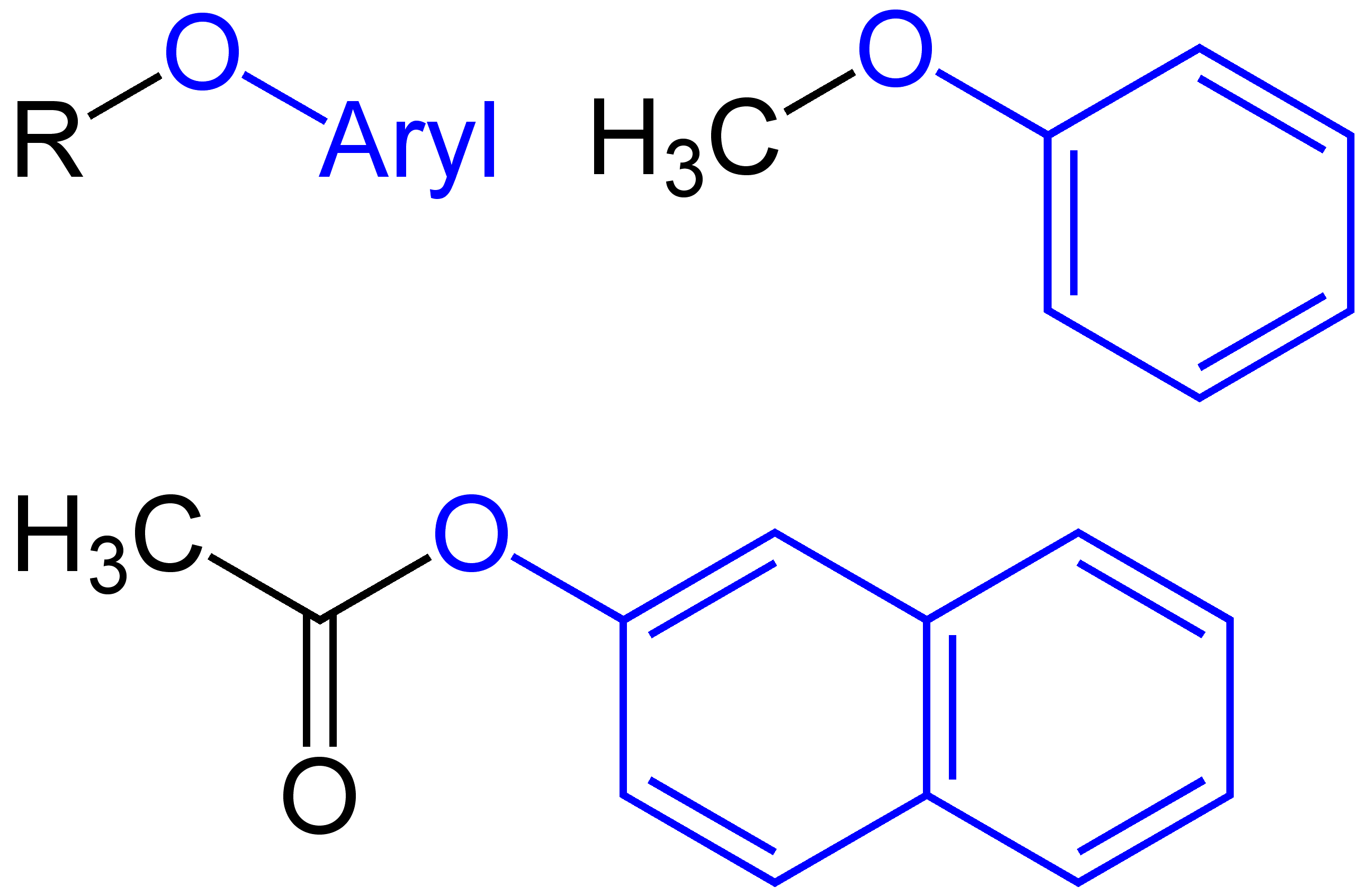
Allgemeine Formel einer Aryloxygruppe [oben links, R ist ein Organyl-Rest (Alkyl, Alkenyl, Aryl, Benzyl etc.)]. Aryloxygruppen finden sich z. B. in dem oben rechts abgebildeten Ether und in dem unten abgebildeten Essigsäureester. Die Aryloxygruppe ist jeweils blau markiert.

Eine Aryloxygruppe ist in der organischen Chemie eine funktionelle Gruppe, bei der ein Arylrest (z. B. Phenylrest, 1-Naphthylrest, 2-Naphthylrest etc.) über ein Sauerstoffatom an ein Molekül gebunden ist. Beispielsweise ist bei einem Phenoxyrest ein Phenyl über ein Sauerstoffatom mit dem Rest verbunden (R-O-Ph).